# IC 4389
IC 4389 — компактная спиральная галактика типа Sc в созвездии Центавр.
Этот объект входит в число перечисленных в оригинальной редакции «Нового общего каталога».